# Pietro Paolo Bonzi

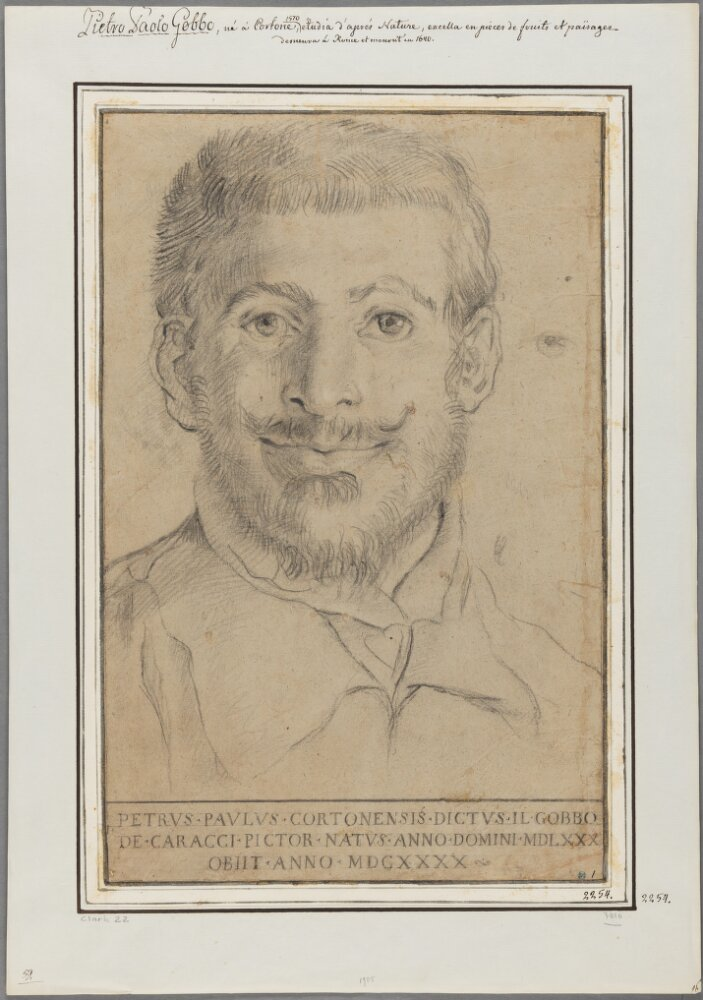
Selbstporträt von Pietro Paolo Bonzi, Kohle auf Papier, 40,5 × 26 cm, Schwedisches Nationalmuseum, Stockholm

Pietro Paolo Bonzi (auch: Bonsi, Bonci, Bongi; * 21. April 1573 in Cortona, Republik Florenz; † 17. März 1636 in Rom, Kirchenstaat) war ein italienischer Maler, Freskant und Kupferstecher des frühen Barock, der besonders auf Früchte und Gemüse und auf Landschaften spezialisiert war. Anscheinend litt er an einer körperlichen Deformation, genauer an einem Buckel (ital. „gobbo“), denn er war auch unter zahlreichen Spitznamen bekannt wie il Gobbo dei Frutti, Gobbo dei Carracci, Gobbo da Cortona, Gobbo de’ Crescenzi oder Pietro Paolo Gobbo.

## Leben
Pietro Paolo Bonzi war der Sohn eines Schreiners (falegname). Laut Giovanni Baglione kam er jung von Cortona nach Rom und wohnte während seiner Lehrzeit im Palazzo von Giovanni Battista Crescenzi. Seine malerische Ausbildung machte er nach Malvasia bei Annibale Carracci und bei Giovan Battista Viola; dies wurde zwar von einigen modernen Autoren (u. a. Longhi) angezweifelt, lässt sich aber stilistisch aus seinen bekannten Werken belegen.

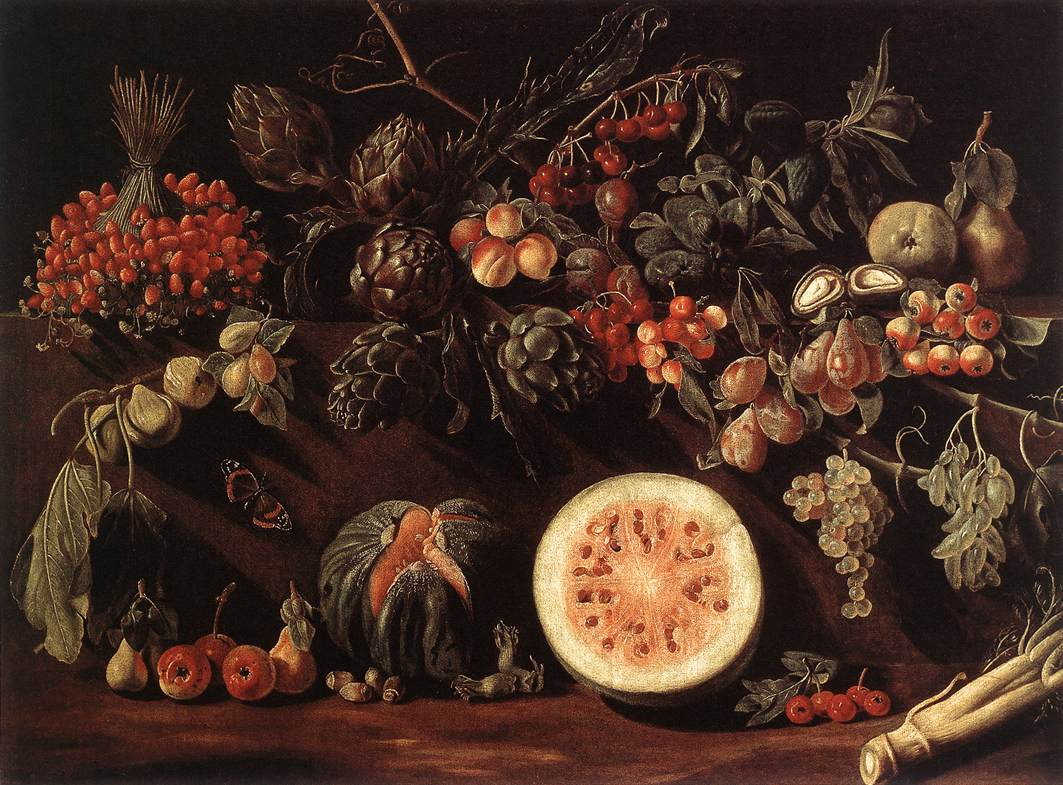
Früchte, Gemüse und ein Schmetterling, signiert „P. Paolo da Cortona“, Öl auf Leinwand, 100 × 136 cm, Privatsammlung

Eventuell war er an Carraccis Dekorationen im Palazzo Farnese beteiligt.
Im Palazzo Crescenzi soll er begonnen haben „Obst und diverse Trauben“ („frutti ed uva diverse“) nach der Natur zu malen. In der Tat entwickelte er sich zu einem der bedeutendsten Vertreter der frühen italienischen Stilllebenmalerei.
Außerdem schuf er in der Art von Albani und dem späten Paul Bril Landschaften, die teilweise durch Staffagefiguren bevölkert sind.
1601 wird Bonzi zum ersten Mal in der Accademia di San Luca, der Malervereinigung Roms, erwähnt, an deren Sitzungen er ab 1618 regelmäßig teilnahm; 1620 wurde er zum „stimatore“ und vier Jahre später zum „camerlengo“ der Accademia gewählt, trat aber am 12. Juni 1625 „wegen nachlässiger Amtsführung“ wieder zurück.
Es sind nur wenige signierte Gemälde von Bonzi bekannt, darunter ein Gemüsehändler (Bottega del verduriere) mit der Signatur „Pietro Paolo Gobbo f.(ecit)“ (früher Casa Palencia, Madrid; dann Palacio de los Aguila, Ávila). Auf der Grundlage dieses Bildes wurden ihm mehrere Stillleben in diversen Sammlungen zugeschrieben (Collezione Canessa, Collezione Molinari Pradelli u. a.).
Ein Stillleben in der Sammlung B. Lorenzelli in Bergamo und ein weiteres in der Sammlung Wetzlar di Cannero (Verbania) sind beide mit P. Paolo di Cortona signiert und dienten ebenfalls als Basis für Zuschreibungen, unter anderem für ein Stillleben in der Galleria Estense in Modena (Nr. 219) sowie einer Replik des genannten Bildes im Depot der florentinischen Galerie von Poggio Imperiale. Ein Stillleben mit Blumenkohl und Granatapfel im Palazzo Pitti wird ihm ebenfalls zugeschrieben.

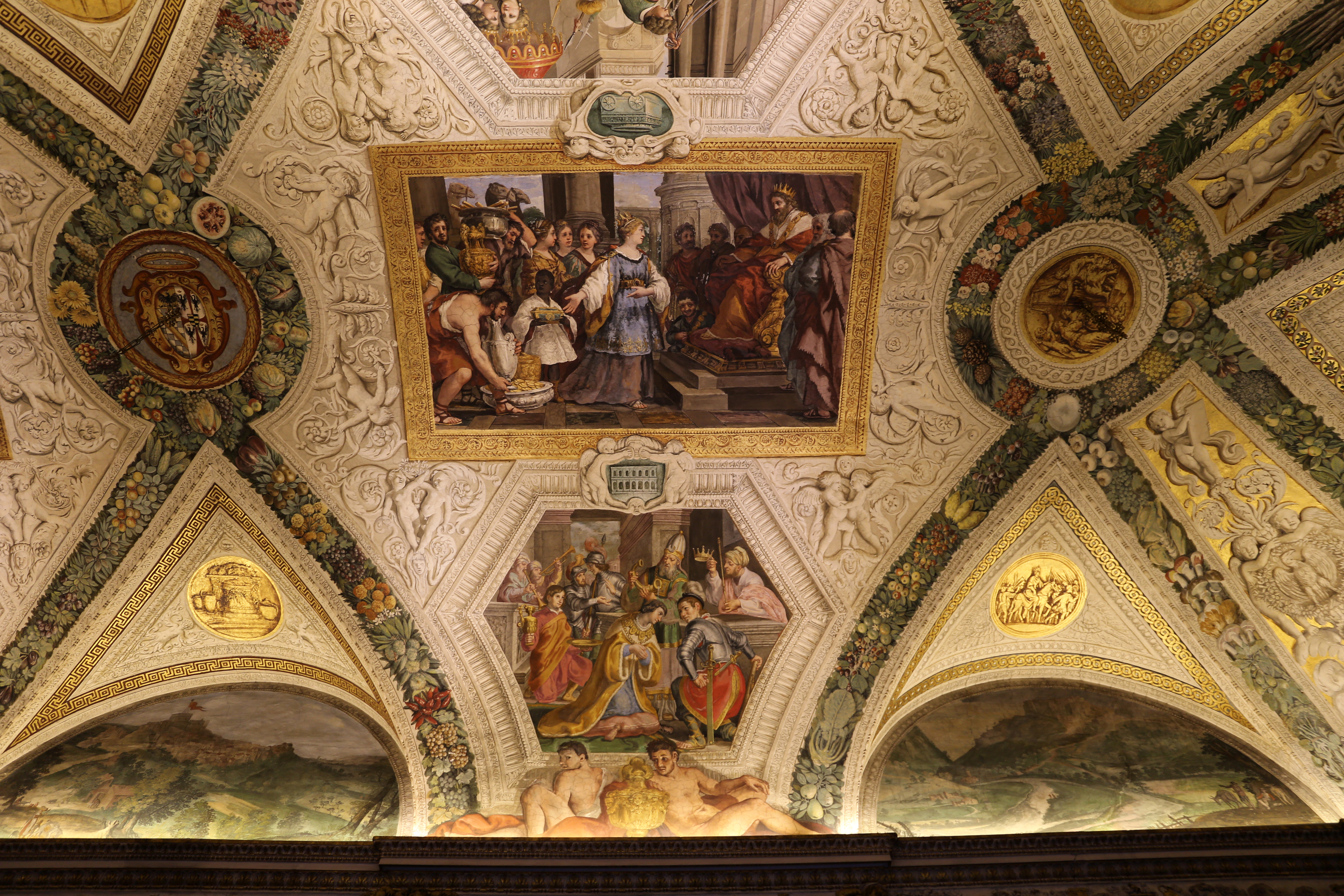
Deckenfresken von Pietro Paolo Bonzi mit Fruchtgirlanden und fingierten Stuckfeldern mit Putti und Ranken in der Galerie des Palazzo Mattei, Rom. Das rechteckige Hauptbild Salomo und die Königin von Saba schuf Pietro da Cortona, das Sechseck mit der Salbung Salomos darunter malte auch Bonzi. 1622–1623.

Von 1622 bis 1623 wirkte Pietro Paolo Bonzi an Fresken-Dekorationen in der Galerie des Palazzo Mattei, dabei malte er illusionistische „Stuckreliefs“ mit Putten und Ranken sowie girlandenartige Friese aus Früchten, Gemüse und Blumen, welche die gesamte Decke durchziehen und gliedern, und die an ähnliche Festons erinnern, die Giovanni da Udine in der Villa Farnesina geschaffen hatte. Außerdem malte er selber auch zwei der Historienszenen aus dem Leben Salomos (die Salbung und die Hochzeit); die übrigen Szenen ließ er seinen jüngeren Landsmann Pietro da Cortona malen. Ebenfalls für den Marquis Asdrubale Mattei schuf er 1626 mehrere Stillleben von Obst und Blumen.

Auf der Grundlage der Fresken im Palazzo Mattei wurden ihm ähnliche Girlanden-Dekorationen auch in der Kirche Santa Bibiana (um 1624–26) zugeschrieben.
Von Malvasia und Baglione werden außerdem Fresken mit Landschaften im Casino Ludovisi und in den Palazzi Pallavicini-Rospigliosi (im Gartensaal und in der Sala del Ratto di Proserpina) und Giustiniani erwähnt, auch arbeitete er für die Kardinäle Montalto und Pio. Bei einigen von Bonzis (verschollenen) Landschaften (in Öl) im Palazzo Montalto sollen die Staffagefiguren von Francesco Albani und anderen Künstlern gemalt worden sein (Malvasia).
Neben Stillleben und Landschaften malte er auch einige religiöse Gemälde, hatte damit aber wenig Erfolg. Erhalten ist ein Ungläubiger Thomas (1633) für die Kirche Santa Maria ad Martyres (Pantheon), für die er laut Eroli auch einen Hl. Petrus und eine Hl. Katharina gemalt haben soll.

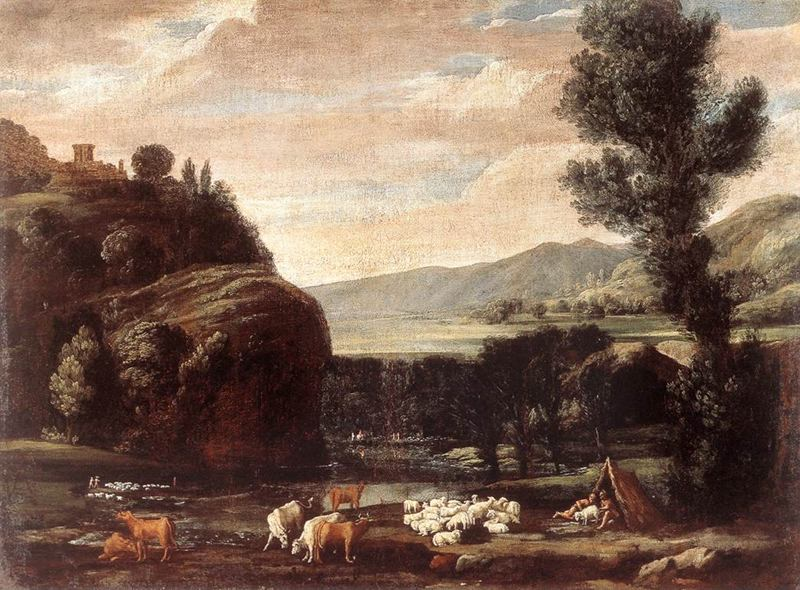
Landschaft mit Hirte und Schafen, um 1621, Pinacoteca Capitolina, Rom

Besonders Pietro Paolo Bonzis Stillleben wurden ungewöhnlich wertgeschätzt und er gehörte zu den ganz wenigen Malern dieses Genres, deren Name überhaupt in den Inventaren römischer Sammlungen, wie der Barberini oder der Giustiniani, erwähnt wurde. Viele in den Quellen dokumentierte Werke sind heute jedoch verloren oder nicht identifiziert. Beispielsweise soll Kardinal Mazarin in seinem Palais in Paris „viele Bilder in Öl“ von Bonzi gehabt haben (laut Malvasia). Ein Junge mit Melone, der bereits 1638 im Giustiniani-Inventar erwähnt wird und früher im Besitz der Berliner Gemäldegalerie war, wurde im 2. Weltkrieg zerstört.
Bonzi fertigte auch Kupferstiche, die er mit P.P.B.C. (Pietro Paolo Bonzi Cortonese) signierte. Des Weiteren sind Radierungen und Zeichnungen erhalten.
Andere Stecher arbeiteten nach seinen Vorlagen: Orazio Borgianni stach eine Madonna mit Kind nach Bonzi, und C. von Mechel ein Bild eines Jungen mit Taube. Landschaftszeichnungen von Bonzi, die sich im Besitz des Königs von Frankreich befanden (Cabinet du Roy), dienten später als Vorlage für Kupferstiche französischer Graveure wie Philippe de Caylus, Jean Pesne und Charles Massé.
Bei seinem Tod am 17. März 1636 wohnte er in der Nachbarschaft von Domenichino nahe beim Palazzo Barberini.
Zu seinen Schülern und Nachfolgern gehörten Michelangelo Cerquozzi und Felice Boselli.